# Esther Orozco

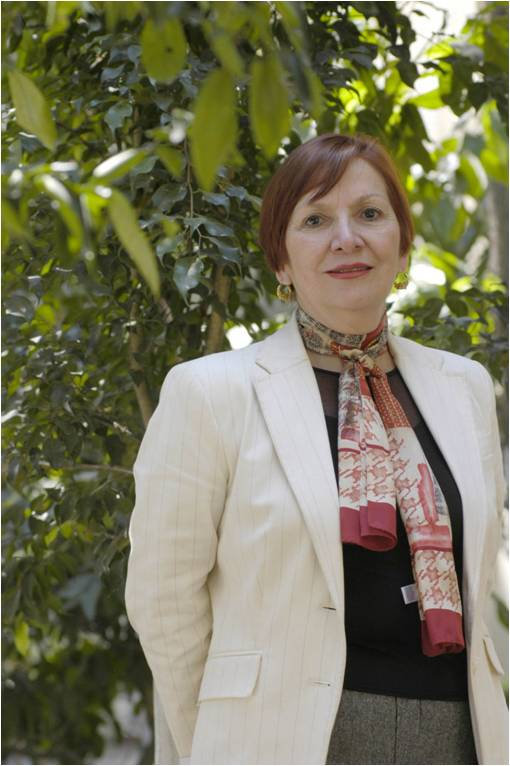
Esther Orozco, 2006

Maria Esther Orozco Orozco (* 25. April 1945 in Guerrero, Chihuahua, Mexiko) ist eine mexikanische Biologin, Forscherin und Politikerin.

## Leben
Orozco erhielt von der Autonomen Universität Chihuahua einen Bachelor-Abschluss in Chemie sowie einen Master-Abschluss und einen Doktortitel in Zellbiologie vom Center for Research and Advanced Studies of the National Polytechnic Institute (Cinvestav) in Mexiko-Stadt. Sie arbeitete am Institut für experimentelle Pathologie derselben Institution, das vom Zentrum für wissenschaftliche Forschung und angewandte Technologie mitbegründet wurde, und wurde am 4. Dezember 2006 vom Regierungschef Marcelo Ebrard zur Direktorin des neu geschaffenen Instituts für Wissenschaft und Technologie des Bundesdistrikts ernannt. Vom 21. April 2010 bis zum 13. März 2013 war sie Rektorin der Autonomen Universität von Mexiko-Stadt. Als Gastwissenschaftlerin hat sie Vorlesungen an der Harvard University und am Weizmann Institute of Science gehalten.

## Auszeichnungen (Auswahl)
- 1985: Miguel Otero National Award vom Gesundheitsministerium
- 1997: UNESCO / Institut Pasteur-Medaille
- 2004: Auszeichnung "Frau des Jahres" im Gesundheitsbereich, verliehen von der Master Card Corporation und dem Glamour Magazine
- 2006: UNESCO-L’Oréal-Preis

## Schriften (Auswahl)
- Luna-Arias, J.P., De Dios-Bravo, G., Hernández, R., García, J., Mendoza, L. and Orozco, E.:  The TATA-box binding protein of Entamoeba histolytica: cloning of the gene and location of the protein by immunofluorescence and confocal microscopy. Microbiology. 145: 33–40, 1999
- Cuevas-Covarrubias, S.A., Diaz-Zagoya, J.C., Rivera-Vega, M.R., Beirana, A., Carrasco, E., Orozco, E. and Kofman-Alfaro, S.H.: Higher prevalence of X-Linked Ichthyosis vs Ichthyosis Vulgaris in Mexico. International Journal of Dermatology. 38: 555–556, 1999
- García-Rivera, G., Rodriguez, M.A., Ocadiz, R., Martinez-Lopez, M.C., Arroyo, R., Gonzalez-Robles, A. and Orozco, E.: Entamoeba histolytica: A novel cysteine protease and an adhesin form the 112 kDa surface protein. Mol. Microbiology. 33: 556–568, 1999
- Gomez-Garcia, C., Perez, D.G. and Orozco, E.: Physiology and Molecular Genetics of Multidrug-Resistance in Entamoeba histolytica. Drug Resistance Updates 2: 188–197, 1999
- Ravi KumarNarayanasamy; Carlos Alberto Castañón-SanchezJuan; Pedro Luna-Arias; Bartolo Avendaño-Borromeo; Guillermina García-Rivera; Esther Orozco: The Entamoeba histolytica TBP and TRF1 transcription factors are GAAC-box binding proteins, which display differential gene expression under different stress stimuli and during the interaction with mammalian cells, ISSN 1756-3305, 2018